# 제40회 금마장
제40회 금마장은 2003년 11월 27일에 열린 시상식이다.

## 수상 및 후보

### 작품상
- 무간도 - 맥조휘 수상
- 불견 - 이강생
- 안녕, 용문객잔 - 차이밍량
- PTU - 두기봉
- 맹정 - 리양

### 다큐멘터리상
- Viva Tonal도무시대
- 가무중국 - 웨인 펭
- 용적심처 - 실락적병도
- 지월기

### 감독상
- 무간도 - 맥조휘 수상
- 안녕, 용문객잔 - 차이밍량
- PTU - 두기봉
- 대장부 - 펑하오샹

### 남우주연상
- 무간도 - 양조위 수상
- 무간도 - 유덕화
- PTU - 임달화
- 요야회랑 - 오언조

### 여우주연상
- 금계 - 오군여 수상
- 불견 - 육혁정
- 안녕, 용문객잔 - 진상기
- 비약정해 - 임의신

### 남우조연상
- 무간도 - 황추생 수상
- PTU - 임설
- 대장부 - 두문택
- 흑구래료 - 진모의

### 여우조연상
- 흑구래료 - 임미수 수상
- 요야회랑 - 혜영홍
- 진실 게임 - 6층의 숨은 방 - 노교음
- 턴 레프트, 턴 라이트 - 관영

### 신인배우상
- 포파!해자 - 정지윤 수상
- 맹정 - 왕바오창 수상
- 불견 - 장첩
- 비약정해 - 임의신

### 각본상
- PTU - 구건아 수상
- 무간도 - 맥조휘
- 대장부 - 펑하오샹
- 흑구래료 - 이서순 외

### 각색상
- 맹정 - 리양 수상
- 턴 레프트, 턴 라이트 - 위가휘 외
- 소재봉 - 시지에 다이

### 촬영상
- 불견 - 요본용 수상
- 무간도 - 유위강 외
- PTU - 정조강
- 가무중국 - Ho Nan-hung

### 편집상
- 안녕, 용문객잔 - Sheng-Chang Cheng 수상
- PTU - 나영창
- PTU - 탁보이
- 가무중국 - Lawrence Ang 외
- 인민공측 - 정영원

### 미술상
- 금계 - 해중문 수상
- 무간도 - 조숭방 외
- 인민공측 - 육문화
- 턴 레프트, 턴 라이트 - 여가안

### 액션감독상
- 트윈 이펙트 - 견자단 수상
- 무간도 - 디온 람
- 흑백삼림 - 이달초

### 영화음악상
- 흑백삼림 - 온호걸 수상
- PTU - 종지영
- 대장부 - 피터 캄
- 턴 레프트, 턴 라이트 - 종지영 외

### 주제가상
- 턴 레프트, 턴 라이트
- 포파!해자
- 인민공측
- 풍중적소미전

### 분장/의상디자인상
- 금계 - 해중문 수상
- PTU - Sukie Yip
- 인민공측 - 육문화
- 턴 레프트, 턴 라이트 - 증백전 외

### 시각효과상
- 트윈 이펙트 - 에디 웡 수상
- 무간도 - 크리스토퍼 도일
- PTU - 마문현
- 턴 레프트, 턴 라이트 - 마문현

### 음향효과상
- 무간도

### 관객상
- 무간도 - 맥조휘 수상

### 평생공로상
- 원종미 수상

### 최우수대만영화상
- 안녕, 용문객잔 - 차이밍량 수상

### 최우수대만영화인상
- 불견 - 료본용 수상